# Колима (щат)
Вижте пояснителната страница за други значения на Колима.
Колима (на испански: Colima) е един от 31-те щата в Мексико разположен в западната част на страната. Колима е с население от 567 996 жители (2005 г., 31-ви по население), а общата площ на щата е 5191 км², нареждайки го на 29-о място по площ в Мексико. Столица на щата е град Колима